# Nic Caruccio
Nicolo „Nic“ Caruccio ist ein US-amerikanischer Schauspieler.

## Leben
Caruccio besuchte ab 2014 das Columbia College Chicago. Ab 2016 folgten erste Besetzungen in verschiedenen Kurzfilmen. Außerdem war er 2017 in vier Episoden der Miniserie Liz and the Hand Grenades in der Rolle des Davis Phillips zu sehen. 2022 verkörperte er die Hauptrolle des Brandon im Film Headless Horseman – Pakt mit dem Teufel. 2023 war er neben einer kleineren Rolle im Spielfilm The Hitcher Girl und einer Nebenrolle im Kurzfilm My Nights Glow Yellow in mehreren Miniserien zu sehen.

## Filmografie (Auswahl)
- 2016: Axiom (Kurzfilm)
- 2017: Liz and the Hand Grenades (Miniserie, 4 Episoden)
- 2018: The Deaf Boy’s Disease (Kurzfilm)
- 2018: The Last Kiss (Kurzfilm)
- 2018: The Day After Halloween
- 2019: The Law of Moises
- 2019: Desire: The Short Films of Ohm
- 2021: Age of Stone and Sky: The Sorcerer Beast
- 2022: Headless Horseman – Pakt mit dem Teufel (Headless Horseman)
- 2023: The Hitcher Girl
- 2023: Never Divorce a Secret Billionaire Heiress (Miniserie)
- 2023: My Nights Glow Yellow (Kurzfilm)
- 2023: Goodbye, My CEO (Miniserie)
- 2023: Marry a Stranger (Miniserie)
- 2024: Bring it on, My mafia life! (Miniserie)